# Fernand François
Fernand François (Nancy el 1 de abril de 1900 - Fontenay-aux-Roses, 1991) es un escritor francés adscrito a los géneros de la ciencia ficción y policial.

## Biografía
Graduado en Ciencias Políticas de la Sciences-Po de París, comenzó a escribir  tras el fin de la Segunda Guerra Mundial, tras cinco años en cautiverio. Fue capturado por el ejército alemán en 1940, fue encerrado en la Oflag IV-D de Silesia, donde conoció a escritores como Julien Gracq, Arnold Jacques y Raymond Abellio, así como también al poeta Patrice de la Tour du Pin, el padre Yves Congar y al periodista Jacques Fauvet; esta experiencia dio a luz a su gusto por la escritura.
En cautiverio, aprendió ruso y polaco, y perfeccionó sus conocimientos de inglés y alemán.
En 1946 fue nombrado oficial de enlace en la zona de ocupación estadounidense en Alemania; de vuelta a Francia en 1952, fue asignado a la escuela militar como traductor oficial del Ministerio de Defensa.
Se casó en Clamart en 1932 con Eliane Cérou, hermana del financiero André Cérou.

## Actividad literaria
En la década de 1950 y 1960 publicó varios cuentos en revistas especializadas tales como Fiction, una de las principales publicaciones de ciencia ficción francesa, Satellite y Mystère magazine, junto a Jean Ray, Robert A. Heinlein, Gérard Klein, Alain Dorémieux, Jacques Sternberg y Richard Matheson, entre otros.

## Obras

### Género policíaco
- Péché de jeunesse.
- À fonds perdus.
- Garou, mon Garou !.
- Devoirs de vacances.
- Ma chienne.

### Género de ciencia ficción
- Bouton pression.
- Le caméléon.
- Chapitre 13.
- Il est venu comme un voleur.
- Journal de Macha.
- Lune de miel.
- M. Bedin fait sa cour.
- Le martien.
- Mon voyage dans la lune.
- Ne soyez pas bêtes avec les animaux.
- Plat du jour.
- Les temps à venir.
- Travailler est un vrai plaisir.
- La vénusienne.
- Bière de Mars ou une critique «litteraire».
- Le potentiel militaire de la lune.
- Chroniques d'anticipation militaire (Implications stratégiques des aventures de l'homme dans l'espace, La propriété de la Lune, Vers une guerre sidérale ?, Vues sur les blindés de l'avenir)